# Guilherme I de Champlite
Guilherme I de Champlite (em francês: Guillaume de Champlitte; anos 1160 - 1209) foi um cavaleiro francês que juntou-se a Quarta Cruzada e tornou-se o primeiro príncipe da Acaia entre 1205-1209. Participou do Cerco de Constantinopla de 1204 e após o Partitio Romaniae permaneceu ao lado de Bonifácio I de Monferrato no Reino de Tessalônica. Em 1205, aceitou o convite de seu amigo Godofredo I de Vilearduin e marchou em direção ao Peloponeso onde juntos empreenderam a conquista da região, derrotaram Miguel I Comneno Ducas (r. 1205–1215) na batalha do Olival de Cúnduros e fundaram o Principado de Acaia. Em 1208, partiu para o França para reivindicar uma herança deixada para ele, porém morreu durante o caminho, na Apúlia.

## Biografia

### Primeiros anos e Quarta Cruzada
Guilherme nasceu nos anos 1160, o segundo filho de Odão I de Champlite, visconde de Dijon, e sua esposa Sibila. Casou-se pela primeira vez com Alais de Meursault em data desconhecida. Com o consentimento dela, em 1196, doou propriedades para o abade cisterciense de Auberive para a alma de seu jovem irmão Hugo I. Mais tarde no mesmo ano, casou-se com Isabel de Mount-Saint-Jean, a viúva de Aimão de Marigny, mas eles se divorciaram em 1199. Em 1200, Guilherme casou-se com Eustáquia de Courtenay, viúva de Guilherme de Brienne, com quem teve três filhos: Guilherme II, Isabel e Odão III.
Guilherme e seu irmão Odão II de Champlite se juntaram à Quarta Cruzada em setembro de 1200 na Abadia de Cister. Guilherme foi um dos principais cruzados que assinaram a carta escrita em abril de 1203 pelos condes Balduíno IX de Flandres, Luís I de Blois e Hugo IV de Saint-Pol para o papa Inocêncio III (1198–1216), que excomungou a expedição inteira após a ocupação de Zara (atual Zadar, Croácia). Eles imploraram para o papa não castigar o marquês Bonifácio I de Monferrato, o líder da cruzada que tinha, de modo a preservar a integridade da expedição, retido a publicação da bula papal do anátema.
Os cruzados tomaram Constantinopla em 13 de abril de 1204. Eles deram o trono imperial para Balduíno IX, que foi cerimonialmente coroado em 16 de maio de 1204 como Balduíno I de Constantinopla, mas Guilherme de Champlite juntou-se a Bonifácio de Monferrato que tornou-se rei de Tessalônica sob o novo imperador. De acordo com o Partitio Romaniae, um tratado concluído por todos os líderes da Quarta Cruzada, a República de Veneza recebeu títulos para ocupar, entre outros territórios, o Peloponeso inteiro (na moderna Grécia).

### Fundação do Principado de Acaia

Peloponeso na Idade Média

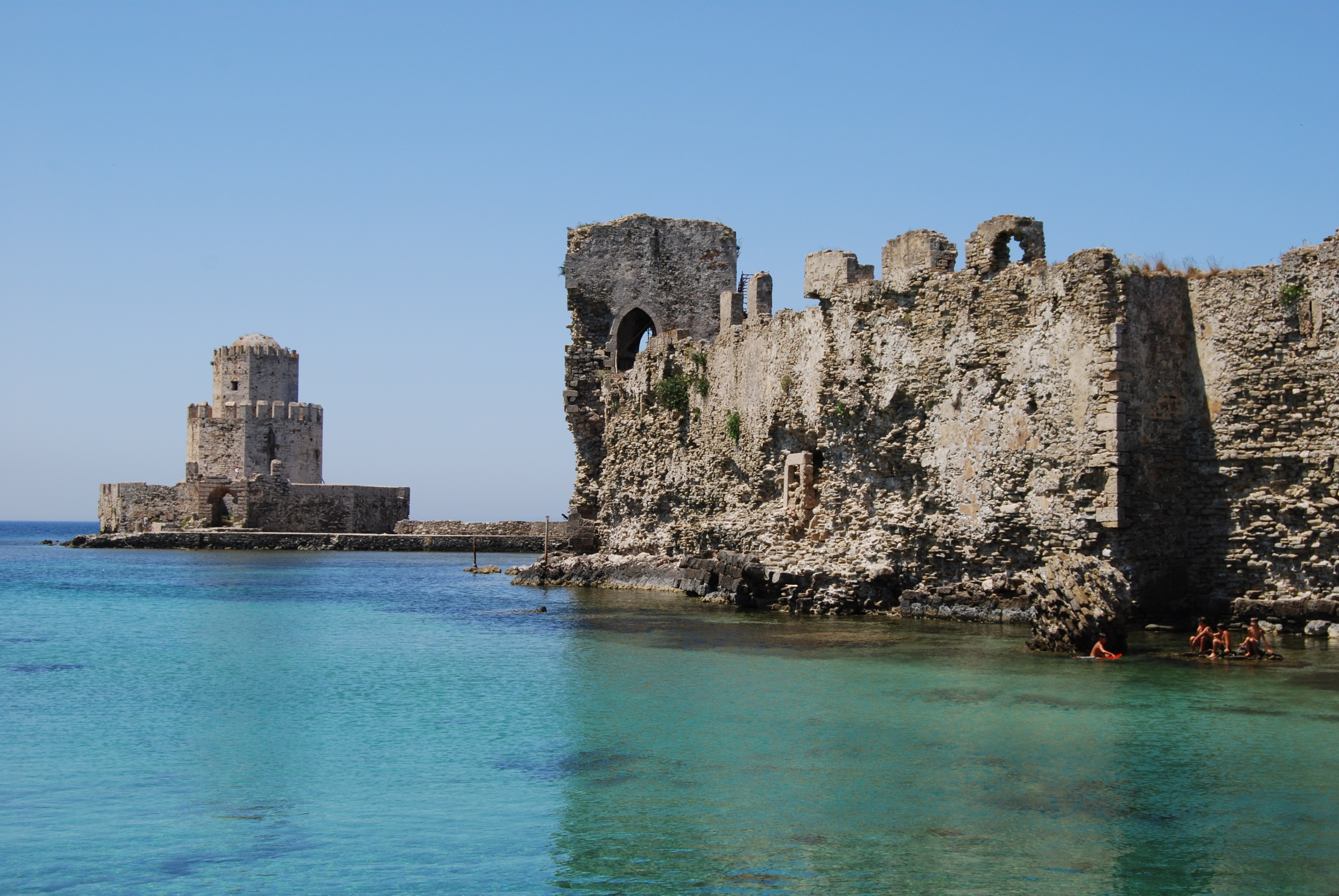
Fortaleza de Modon

No começo de 1205, Godofredo I de Vilearduin, um dos antigos amigos de Guilherme de Champlite, chegou ao acampamento de Bonifácio I de Tessalônica em Náuplia. Ele tinha anteriormente ocupado algumas partes da Messênia e agora persuadiu o rei que mesmo embora a porção noroeste do Peloponeso estivesse oferecendo resistência, o resto da península poderia facilmente ser conquistada. Godofredo também ofereceu compartilhar o território com Guilherme. Bonifácio I logo em seguida nomeou Guilherme para manter o Peloponeso como um feudo próprio. Godofredo de Vilearduin então prestou homenagem a Guilherme e os dois, com 100 cavaleiros e 400 homens montados, zarparam para conquistar o resto da península.
De Náuplia, Guilherme e Godofredo fizeram seu caminho para o norte de Corinto, e daí ao longo da corte do golfo de Patras, onde tomaram a cidade e o castelo. Eles continuaram descendo a costa para Andravida, onde os arcontes locais e a população vieram ao encontro deles, com padres carregando a cruz e ícones. Os gregos prestaram obediência para Guilherme como o nome governante deles. A queda de Andravida também significou a fácil ocupação de Élida. Onde quer que Guilherme não encontrou resistência, ele reconheceu os direitos a terra, costumes e privilégios aos gregos.
Os conquistadores encontraram o primeiro obstáculo sério na Arcádia, na fortaleza de Ciparíssia, que eles não estavam preparados para tomar. Os cruzados continuaram para Modon (atual Metoni), mas os nativos de Nicles, Velígosti e Esparta, junto com os eslavos melingos do monte Taigeto e os montanheses de Maina, formaram um exército de modo a opor-se ao avanço deles. A resistência logo juntou-se a um certo Miguel que é identificado por muitos estudiosos com Miguel I Comneno Ducas (r. 1205–1215), que fez-se déspota do Epiro. Guilherme rapidamente fortificou Modon e preparou-se para encontrar com os gregos. A batalha que decidiu o futuro da Acaia foi travada no olival chamada Cúnduras no verão de 1205. Aqui os cruzados bem armados e melhor disciplinados conseguiram uma esmagadora vitória sobre as forças gregas muito mais numerosas. Miguel fugiu do campo de batalha e Guilherme em pouco tempo ocupou Coron (atual Coroni), Calamata e Ciparíssia.

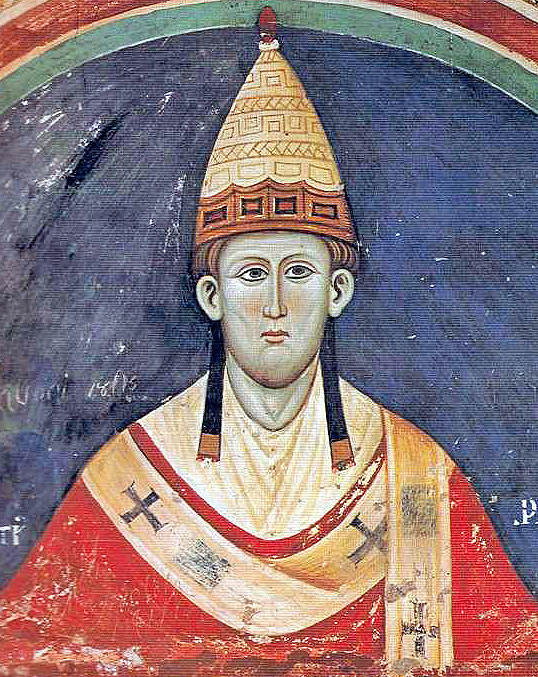
Papa Inocêncio III

Embora a península não foi inteiramente invadida - por exemplo Leão Esguro ainda resistiu em Acrocorinto, Argos e Náuplia - pelo outono de 1205, Guilherme assumiu o título de príncipe da Acaia. O nome foi derivado da região da Acaia, na porção nordeste da península, uma das primeiras regiões que os cruzados subjugaram. A Acaia no título do príncipe, contudo, era uma referência ao Peloponeso inteiro. Em 19 de novembro de 1205, Inocêncio III, em uma carta para Tomás Morosini, o nome patriarca latino de Constantinopla, refere-se a Guilherme como "príncipe de toda a província da Acaia" (em latim: princeps totius Achaiae provinciae).
Os venezianos, contudo, de modo a assegurar controle dos portos chave entre a península Itálica e Constantinopla, exigiu que seus direitos garantidos a eles pelo tratado de partilha de 1204 fossem reconhecidos. No começo de 1206, eles ocuparam Modon e Coron, expulsando as guarnições francas. Em 1208, Guilherme soube da morte de seu irmão Luís I na Borgonha e decidiu retornar para o Reino da França para reclamar as terras da família. Ele deixou Godofredo de Vilearduin como bailio para administrar a Acaia até o sobrinho de Guilherme, chamado Hugo, pudesse chegar para substituí-lo como bailio. Guilherme, contudo, morreu no caminho para casa na Apúlia.